# 秋元義孝
秋元 義孝（あきもと よしたか、1953年（昭和28年）1月1日 - ）は、日本の外交官。儀典長、駐オーストラリア特命全権大使、第14代宮内庁式部官長などを歴任した。
2023年5月よりジャパン・プラットフォーム代表理事を務める。

## 経歴
- 東京都出身。
- 東京教育大学附属駒場高等学校卒業[2]。
- 1976年10月 外務公務員上級試験合格[3]。
- 1977年3月 東京大学法学部第二類卒業[3]。4月 外務省入省[3]。
- 1978年-1981年 ロシア語研修。
- 1991年11月 在英国日本国大使館参事官[3]
- 1994年6月 在ロシア日本国大使館参事官[3]
- 1997年8月 欧亜局東欧課長[3]
- 1999年8月 経済協力局無償資金協力課長[3]
- 2001年1月 経済協力局政策課長[3]
- 2002年4月 在インドネシア日本国大使館公使（経済担当）[3]
- 2004年8月 在ロシア日本国大使館公使
- 2008年
  - 1月 外務省大臣官房審議官兼総合外交政策局（国連担当）大使[3]
  - 7月 中東アフリカ局アフリカ審議官[3]
- 2010年8月 儀典長[3]
- 2012年9月 在オーストラリア日本国大使館特命全権大使[3]
- 2015年5月1日付で宮内庁へ転じて式部官長[4]。

2019年4月30日の明仁の退位礼正殿の儀ならびに同年5月1日の徳仁の剣璽等承継の儀と、2日間に亘る譲位関連の儀式に際しては宮内庁長官・山本信一郎と共に天皇を殿上へ先導する役目を担当した。
2023年4月、宮内庁式部官長を退官。同月より宮内庁御用掛を務める
同年5月よりNPO法人「ジャパン・プラットフォーム」の代表理事を務める。
2023年秋の叙勲で瑞宝大綬章を受章。

## 人物像
専門はロシアと経済協力の2つ。外務省では入省した時点で専門の外国語を決められるが、秋元の場合はロシア語だった。そのために若いころからソ連・ロシア関係に長く携わってきており、モスクワには3回、合計9年間勤務した。
自身のパーソナリティーについて、秋元によれば「ひと言で表現する上手い言葉が見つかりません。自分の性格はよく分かりませんが、極めて合理主義的な面と恩義を大切にする古風な面とが複雑に共存しているのでないでしょうか。」という。
座右の銘は「人間万事塞翁が馬」。秋元によれば「人生は、何が最終的に福か禍かは誰にも判らないという故事です。だから、成功している時も奢らず、失敗した時も落ち込まず、という風に自分なりに理解しています。自分のこれまでの人生の中でいろいろな経験を積み重ねていくうちに、自然にこのようなことを会得したように思います。自分の娘たちが落ち込んでいる時なども、よく言って聞かせましたから、今では我が家の家訓になっています。」という。

## 家族・親族

### 秋元家
（東京都）
フジテレビ社員（元アナウンサー）の秋元優里と、フリーアナウンサー（元テレビ東京在職）の秋元玲奈は娘。優里の前夫はフジテレビアナウンサーの生田竜聖（竜聖の兄は俳優、タレントの生田斗真）。秋元は優里と生田竜聖の結婚に当初反対したとされる。玲奈の夫の父は元フォーミュラ1ドライバーの鈴木亜久里。

### 略系図
|  |  |  |  |          |          |          |          | 秋元義孝 |          |  |  |          |          |          |          |          |          |  |  |  |  |          |          |          |          |          |          |  |  |  |  |          |          |          |          |          |          |  |  |  |  |  |  |  |  |  |  |
|  |  |  |  |          |          |          |          |          |          |  |  |          |          |          |          |          |          |  |  |  |  |          |          |          |          |          |          |  |  |  |  |          |          |          |          |          |          |  |  |  |  |  |  |  |  |  |  |
|  |  |  |  |          |          |          |          |          |          |  |  |          |          |          |          |          |          |  |  |  |  |          |          |          |          |          |          |  |  |  |  |          |          |          |          |          |          |  |  |  |  |  |  |  |  |  |  |
|  |  |  |  |          |          |          |          |          |          |  |  |          |          |          |          |          |          |  |  |  |  |          |          |          |          |          |          |  |  |  |  |          |          |          |          |          |          |  |  |  |  |  |  |  |  |  |  |
|  |  |  |  | 秋元玲奈 | 秋元玲奈 | 秋元玲奈 | 秋元玲奈 | 秋元玲奈 | 秋元玲奈 |  |  | 秋元優里 | 秋元優里 | 秋元優里 | 秋元優里 | 秋元優里 | 秋元優里 |  |  |  |  | 生田竜聖 | 生田竜聖 | 生田竜聖 | 生田竜聖 | 生田竜聖 | 生田竜聖 |  |  |  |  | 生田斗真 | 生田斗真 | 生田斗真 | 生田斗真 | 生田斗真 | 生田斗真 |  |  |  |  |  |  |  |  |  |  |
|  |  |  |  | 秋元玲奈 | 秋元玲奈 | 秋元玲奈 | 秋元玲奈 | 秋元玲奈 | 秋元玲奈 |  |  | 秋元優里 | 秋元優里 | 秋元優里 | 秋元優里 | 秋元優里 | 秋元優里 |  |  |  |  | 生田竜聖 | 生田竜聖 | 生田竜聖 | 生田竜聖 | 生田竜聖 | 生田竜聖 |  |  |  |  | 生田斗真 | 生田斗真 | 生田斗真 | 生田斗真 | 生田斗真 | 生田斗真 |  |  |  |  |  |  |  |  |  |  |

## 入省同期
- 佐野利男（13年軍縮会議代表部大使・10年駐デンマーク大使・08年軍縮不拡散・科学部長）
- 鈴木敏郎（13年駐エジプト大使・12年中東・北アフリカ諸国情勢担当大使・10年駐シリア大使・08年中東アフリカ局長）
- 梅本和義（13年国連次席大使・11年駐スイス大使・08年北米局長）
- 長崎輝章（13年駐バチカン大使・10年駐グアテマラ大使）
- 太田清和（10年シアトル総領事）
- 佐藤悟（11年駐スペイン大使・10年外務報道官・08年中南米局長）
- 小寺次郎（12年駐サウジアラビア大使・10年欧州局長・08年国際情報統括官）
- 八木毅（12年駐印大使兼ブータン大使・10年経済局長）
- 長嶺安政（13年外務審議官（経済）・12年駐オランダ大使・10年国際法局長）
- 深田博史（13年駐ベトナム大使・10年駐セネガル大使・08年領事局長）
- 川田司（11年駐アルジェリア大使・10年領事局長）
- 角茂樹（11年駐バーレーン大使・08年国連大使）
- 井上進（11年駐コートジボワール大使）
- 小池政行（日本赤十字看護大学教授）
- 佐渡島志郎（11年駐バングラデシュ大使・10年国際協力局長）
- 花田吉隆（11年駐東ティモール大使）
- 杉山晋輔（18年駐アメリカ大使・16年外務事務次官・13年外務審議官（政務）・11年アジア大洋州局長・08年地球規模課題審議官）
- 高原寿一（12年駐チュニジア大使）
- 手塚義雅（12年駐トリニダード・トバゴ大使）

## 脚註
1. ↑  『政官要覧』平成21年秋号（発行：政官要覧社）p.776
2. ↑  教育大駒場19期同期会公式ホームページ
3. 1 2 3 4 5 6 7 8 9 10 11 12 13 14 15 16 17 18 19  【インタビュー】新日本国大使 秋元義孝氏
4. ↑  “侍従長に河相氏が就任へ、式部官長は秋元氏”. 日経デジタル. 日本経済新聞社. (2017年4月24日) 2017年5月2日閲覧。
5. ↑  “退位の日、皇居緊張の1日”. 日経デジタル. 日本経済新聞社. (2019年5月1日) 2019年5月1日閲覧。
6. ↑  “新天皇陛下「国民に寄り添う」即位の儀式終了”. 日経デジタル. 日本経済新聞社. (2019年5月1日) 2019年5月1日閲覧。
7. ↑  “旭日大綬章に片山虎之助氏　三浦友和さん、久石譲さんに小綬章―秋の叙勲”. 時事通信. (2023年11月3日) 2023年11月3日閲覧。 アーカイブ 2023年11月3日 - ウェイバックマシン
8. ↑  『官報』号外232号、令和5年11月6日
9. ↑  秋元優里　生田アナとの結婚に外務省エリートの父から猛反対（女性セブン2013年1月24日号）
10. ↑  テレ東・秋元玲奈アナ、第１子妊娠！おじいちゃんは鈴木亜久里氏（サンケイスポーツ2017年8月19日）